# Шалом алейхем (приветствие)
Шало́м але́йхем (ивр. שָׁלוֹם עֲלֵיכֶם‎ — [ʃaˈloːm ʕaleːˈxem], ашкеназское произношение шо́лем але́йхем; идиш שלום עליכם‎ шолем алейхем или шулем алейхем) — традиционное еврейское приветствие, означающее «мир вам». Традиционная форма ответа на это приветствие — але́йхем шало́м («вам мир»). В современном иврите используется лишь краткая форма приветствия шало́м, на идише — полная форма (шолем алейхем, ответ — шалем у-враха).
Приветствие «шолом алейхем» упоминается в иерусалимском Талмуде, а в форме единственного числа — и в вавилонском Талмуде. Форма множественного числа стала применяться по отношению к одному человеку под влиянием арабского языка (ср. Ассаламу алейкум).
Это приветствие в ашкеназском произношении использовал в качестве своего псевдонима классик еврейской литературы Соломон Наумович Рабинович (Шолом-Алейхем).

## Склонение
| Род          | Приветствие    | Отклик         |
| ------------ | -------------- | -------------- |
| Ед. ч. м. р. | שָׁלוֹם עָלֶיךָ      | עָלֶיךָ שָׁלוֹם      |
| Ед. ч. м. р. | шало̄м ‘але̄ха   | ‘але̄ха шало̄м   |
| Ед. ч. ж. р. | שָׁלוֹם עָלַיִךְ      | עָלַיִךְ שָׁלוֹם      |
| Ед. ч. ж. р. | шало̄м ‘ала̄йих  | ‘ала̄йих шало̄м  |
| Мн. ч. м. р. | שָׁלוֹם עֲלֵיכֶם     | עֲלֵיכֶם שָׁלוֹם     |
| Мн. ч. м. р. | шало̄м ‘алейхе̄м | ‘алейхе̄м шало̄м |
| Мн. ч. ж. р. | שָׁלוֹם עֲלֵיכֶן     | עֲלֵיכֶן שָׁלוֹם     |
| Мн. ч. ж. р. | шало̄м ‘алейхе̄н | ‘алейхе̄н шало̄м |

## Аналогичные приветствия в других языках
- Ас-саляму алейкум — традиционное арабское и мусульманское приветствие
- Шло́мо амху́н (сир. ܫܠܵܡܵܐ ܥܡܟܘܢ — «мир вам» Ин. 20:19)